# Together (东方神起单曲)
《Together》是韩国男子团体東方神起在日本发行的第15张单曲，于2007年12月19日由Avex Entertainment公司下属厂牌rhythm zone发行。

## 概要
东方神起的第15张日语单曲《Together》同名主打曲《Together》为Sanrio电影《Cinnamon the MOVIE》的主题曲。

单曲分为“CD+DVD”“CD ONLY”两种版本发行，前者有收录《Together》的MV与MV的拍摄过程（只在初回限定盘中收录），后者则收录有B面曲《Together -Kids Chorus ver.-》和《Forever Love -Bell'n'Snow Edit-》。初回限定版本封入特典是封面大小的卡片（6种中随机封入1种），“CD ONLY”版本有12页豪华手册同捆封入。

## 收录歌曲

### CD
1. Together
2. Together -Kids Chorus ver.-
3. Forever Love -Bell'n'Snow Edit-
4. Together (Less Vocal)

### CD+DVD
CD
1. Together
2. Together (Less Vocal)

DVD
1. Together (video clip)
2. Together (Off Shot Movie)（仅于初回限定盤收录）